# アカデミー国際長編映画賞ブータン代表作品の一覧
ブータンは1999年に初めてアカデミー国際長編映画賞に映画を出品した。 Tアカデミー国際長編映画賞はアメリカ合衆国の映画芸術科学アカデミー（AMPAS）が主催し、アメリカ合衆国以外の国で製作され、主要な会話が英語以外で占められた長編映画を対象としている。2021年度までにブータンは2作を出品している。

## 代表作
1956年よりAMPASは外国語映画賞を設置し、各国のその年最高の映画を招待している。外国語映画賞委員会はプロセスを監視し、すべての応募作品を評価する。その後、委員会は5つのノミネート作品を決定するために秘密投票を行う。以下はブータン代表作の一覧である。
| 年 （授賞式） | 日本語題          | 出品時の英題                   | 原題   | 監督                   | 結果       |
| ------------- | ----------------- | ------------------------------ | ------ | ---------------------- | ---------- |
| 1999 (第72回) | ザ・カップ        | The Cup                        | Phörpa | ケンツェ・ノルブ       | 落選       |
| 2020 (第93回) | ブータン 山の教室 | Lunana: A Yak in the Classroom | লুনানা    | パオ・チョニン・ドルジ | 失格       |
| 2021 (第94回) | ブータン 山の教室 | Lunana: A Yak in the Classroom | লুনানা    | パオ・チョニン・ドルジ | ノミネート |